# Koninklijke Voetbal Club Westerlo
Il Koninklijke Voetbal Club Westerlo (fiamm. Reale Club Calcistico Westerlo), chiamato comunemente Westerlo, è una società calcistica belga con sede a Westerlo. Attualmente milita nella Pro League, la massima divisione del campionato belga di calcio.

## Storia
Nel alcuni giocatori lasciarono lo Sportkring Westerlo per fondare, il 5 settembre, il Westerlo Sport, l'antenato del K.V.C. Westerlo. Il club fu registrato alla Federcalcio belga il 1º ottobre 1935 (matricola nº 2024).
Nel 1939 la squadra vinse il suo primo titolo (Campionato Provinciale). Cinque anni più tardi lo Sportkring Westerlo e i dissidenti del Westerlo Sport decisero di unirsi nonostante la rivalità tra le squadre il nuovo club fu chiamato V.C. Westerlo.
La nuova squadra divenne campione provinciale nel 1960. Otto anni più tardi il club disputò la sua prima stagione a livello nazionale nella Promozione e vinse la propria categoria, potendo così disputare la Terza Divisione nel 1969. Alla fine della stagione il Westerlo non riuscì a conquistare il terzo titolo di fila, giungendo secondo dietro al K.A.S. Eupen. L'anno dopo il club retrocesse e resto in Promozione per dieci stagioni. In seguito la squadra retrocedette ancora due volte e giocò nella seconda divisione di Anversa nel 1982-1983. Ma nei tre anni seguenti il Westerlo fu sempre promosso e raggiunse ancora la terza divisione.
Nel 1993 il club fu promosso in seconda divisione e poi nella Pro League nel 1997. Nel 1996 la squadra aggiunse il prefisso Koninklijke (che significa "reale" in olandese) al proprio nome. Nella stagione 2000-2001 vinse la Coppa del Belgio, il primo trofeo della storia della squadra. Nella stagione 2010-2011 uscì sconfitto (0-2) dalla finale della Coppa del Belgio contro lo Standard Liegi. Il 7 agosto 1999 il Westerlo, pareggiando 6-6 contro il Genk, stabilì un primato: fu il pareggio con più gol nella storia dei campionati di massima divisione di tutto il mondo (il record sarà eguagliato in Scozia nel 2010).

## Palmarès

### Competizioni nazionali
- Coppa del Belgio: 1

2000-2001
- Tweede Klasse: 2

2013-2014, 2021-2022
- Derde klasse: 1

1992-1993

### Altri piazzamenti
- Coppa del Belgio:

Finalista: 2010-2011
- Coppa di Lega belga:

Semifinalista: 1997-1998, 1999-2000
- Tweede klasse:

Secondo posto: 1996-1997
Terzo posto: 2012-2013
- Derde klasse:

Secondo posto: 1992-1993

## Organico

### Rosa 2025-2026
Aggiornata al 29 luglio 2025.
| N. |                               | Ruolo | Calciatore            |
| -- | ----------------------------- | ----- | --------------------- |
| 1  | Turchia (bandiera)            | P     | Sinan Bolat           |
| 2  | Turchia (bandiera)            | D     | Emir Ortakaya         |
| 3  | Costa d'Avorio (bandiera)     | D     | Bakary Haidara        |
| 4  | Belgio (bandiera)             | C     | Mathias Fixelles      |
| 7  | Iran (bandiera)               | A     | Allahyar Sayyadmanesh |
| 9  | Croazia (bandiera)            | A     | Matija Frigan         |
| 10 | Inghilterra (bandiera)        | C     | Alfie Devine          |
| 11 | Turchia (bandiera)            | C     | Muhammed Gümüşkaya    |
| 15 | Ucraina (bandiera)            | C     | Serhij Sydorčuk       |
| 17 | Belgio (bandiera)             | C     | Raf Smekens           |
| 18 | Stati Uniti (bandiera)        | C     | Griffin Yow           |
| 19 | Belgio (bandiera)             | A     | Irsan Muric           |
| 20 | Belgio (bandiera)             | P     | Nick Gillekens        |
| 21 | Macedonia del Nord (bandiera) | A     | Erdon Daci            |
| 22 | Stati Uniti (bandiera)        | D     | Bryan Reynolds        |

| N. |                           | Ruolo | Calciatore            |
| -- | ------------------------- | ----- | --------------------- |
| 23 | Belgio (bandiera)         | D     | Rubin Seigers         |
| 25 | Belgio (bandiera)         | D     | Tuur Rommens          |
| 30 | Belgio (bandiera)         | P     | Koen Van Langendonck  |
| 32 | Bulgaria (bandiera)       | D     | Edisson Jordanov      |
| 33 | Russia (bandiera)         | D     | Roman Neustädter      |
| 34 | Turchia (bandiera)        | C     | Dogucan Haspolat      |
| 39 | Belgio (bandiera)         | C     | Thomas Van den Keybus |
| 40 | Turchia (bandiera)        | D     | Emin Bayram           |
| 44 | Croazia (bandiera)        | D     | Luka Vušković         |
| 46 | Belgio (bandiera)         | C     | Arthur Piedfort       |
| 47 | Scozia (bandiera)         | A     | Adedire Mebude        |
| 49 | Stati Uniti (bandiera)    | A     | Julian Placias        |
| 77 | Costa Rica (bandiera)     | C     | Josimar Alcócer       |
| 99 | Danimarca (bandiera)      | P     | Andreas Jungdal       |
|    | Costa d'Avorio (bandiera) | A     | Fernand Gouré         |

### Rosa 2024-2025
Aggiornata al 1º settembre 2024.
| N. |                               | Ruolo | Calciatore            |
| -- | ----------------------------- | ----- | --------------------- |
| 1  | Turchia (bandiera)            | P     | Sinan Bolat           |
| 2  | Turchia (bandiera)            | D     | Emir Ortakaya         |
| 3  | Costa d'Avorio (bandiera)     | D     | Bakary Haidara        |
| 4  | Belgio (bandiera)             | C     | Mathias Fixelles      |
| 5  | Australia (bandiera)          | D     | Jordan Bos            |
| 7  | Iran (bandiera)               | A     | Allahyar Sayyadmanesh |
| 9  | Croazia (bandiera)            | A     | Matija Frigan         |
| 10 | Inghilterra (bandiera)        | C     | Alfie Devine          |
| 11 | Turchia (bandiera)            | C     | Muhammed Gümüşkaya    |
| 15 | Ucraina (bandiera)            | C     | Serhij Sydorčuk       |
| 17 | Belgio (bandiera)             | C     | Raf Smekens           |
| 18 | Stati Uniti (bandiera)        | C     | Griffin Yow           |
| 19 | Belgio (bandiera)             | A     | Irsan Muric           |
| 20 | Belgio (bandiera)             | P     | Nick Gillekens        |
| 21 | Macedonia del Nord (bandiera) | A     | Erdon Daci            |

| N. |                        | Ruolo | Calciatore            |
| -- | ---------------------- | ----- | --------------------- |
| 22 | Stati Uniti (bandiera) | D     | Bryan Reynolds        |
| 23 | Belgio (bandiera)      | D     | Rubin Seigers         |
| 25 | Belgio (bandiera)      | D     | Tuur Rommens          |
| 30 | Belgio (bandiera)      | P     | Koen Van Langendonck  |
| 32 | Bulgaria (bandiera)    | D     | Edisson Jordanov      |
| 33 | Russia (bandiera)      | D     | Roman Neustädter      |
| 34 | Turchia (bandiera)     | C     | Dogucan Haspolat      |
| 39 | Belgio (bandiera)      | C     | Thomas Van den Keybus |
| 40 | Turchia (bandiera)     | D     | Emin Bayram           |
| 44 | Croazia (bandiera)     | D     | Luka Vušković         |
| 46 | Belgio (bandiera)      | C     | Arthur Piedfort       |
| 47 | Scozia (bandiera)      | A     | Adedire Mebude        |
| 49 | Stati Uniti (bandiera) | A     | Julian Placias        |
| 77 | Costa Rica (bandiera)  | C     | Josimar Alcócer       |
| 99 | Danimarca (bandiera)   | P     | Andreas Jungdal       |

### Rosa 2023-2024
Aggiornata al 24 aprile 2024.
| N. |                           | Ruolo | Calciatore         |
| -- | ------------------------- | ----- | ------------------ |
| 1  | Turchia (bandiera)        | P     | Sinan Bolat        |
| 2  | Belgio (bandiera)         | D     | Pietro Perdichizzi |
| 3  | Costa d'Avorio (bandiera) | D     | Bakary Haidara     |
| 4  | Belgio (bandiera)         | C     | Mathias Fixelles   |
| 5  | Australia (bandiera)      | D     | Jordan Bos         |
| 6  | Turchia (bandiera)        | C     | Dogucan Haspolat   |
| 8  | Danimarca (bandiera)      | C     | Nicolas Madsen     |
| 9  | Croazia (bandiera)        | A     | Matija Frigan      |
| 14 | Belgio (bandiera)         | A     | Kyan Vaesen        |
| 15 | Ucraina (bandiera)        | C     | Serhij Sydorčuk    |
| 17 | Belgio (bandiera)         | A     | Romeo Vermant      |
| 18 | Stati Uniti (bandiera)    | D     | Griffin Yow        |
| 19 | Belgio (bandiera)         | A     | Irsan Muric        |
| 20 | Belgio (bandiera)         | P     | Nick Gillekens     |

| N. |                        | Ruolo | Calciatore            |
| -- | ---------------------- | ----- | --------------------- |
| 22 | Stati Uniti (bandiera) | D     | Bryan Reynolds        |
| 24 | Turchia (bandiera)     | D     | Ravil Tagir           |
| 25 | Belgio (bandiera)      | D     | Tuur Rommens          |
| 28 | Polonia (bandiera)     | C     | Karol Borys           |
| 30 | Belgio (bandiera)      | P     | Koen Van Langendonck  |
| 32 | Bulgaria (bandiera)    | D     | Edisson Jordanov      |
| 33 | Russia (bandiera)      | C     | Roman Neustädter      |
| 34 | Marocco (bandiera)     | D     | Ilias El Hari         |
| 39 | Belgio (bandiera)      | C     | Thomas Van den Keybus |
| 40 | Turchia (bandiera)     | D     | Emin Bayram           |
| 46 | Belgio (bandiera)      | C     | Arthur Piedfort       |
| 77 | Costa Rica (bandiera)  | C     | Josimar Alcócer       |
| 89 | Belgio (bandiera)      | C     | Nacer Chadli          |
| 90 | Iran (bandiera)        | A     | Allahyar Sayyadmanesh |

### Rosa 2022-2023
Aggiornata al 12 febbraio 2023.
| N. |                           | Ruolo | Calciatore                 |
| -- | ------------------------- | ----- | -------------------------- |
| 1  | Turchia (bandiera)        | P     | Sinan Bolat                |
| 2  | Belgio (bandiera)         | D     | Pietro Perdichizzi         |
| 3  | Stati Uniti (bandiera)    | A     | Griffin Yow                |
| 4  | Belgio (bandiera)         | C     | Mathias Fixelles           |
| 5  | Belgio (bandiera)         | A     | Nacer Chadli               |
| 6  | Mali (bandiera)           | C     | Mamoutou N'Diaye           |
| 6  | Brasile (bandiera)        | C     | Lucas Mineiro              |
| 7  | Belgio (bandiera)         | C     | Lukas Van Eenoo (capitano) |
| 8  | Danimarca (bandiera)      | C     | Nicolas Madsen             |
| 10 | Slovacchia (bandiera)     | C     | Ján Bernát                 |
| 11 | Belgio (bandiera)         | D     | Maxim De Cuyper            |
| 14 | Belgio (bandiera)         | A     | Kyan Vaesen                |
| 17 | Turchia (bandiera)        | C     | Muhammed Gümüşkaya         |
| 18 | Costa d'Avorio (bandiera) | D     | Kouya Mabea                |

| N. |                               | Ruolo | Calciatore            |
| -- | ----------------------------- | ----- | --------------------- |
| 20 | Belgio (bandiera)             | P     | Nick Gillekens        |
| 21 | Macedonia del Nord (bandiera) | A     | Erdon Daci            |
| 22 | Stati Uniti (bandiera)        | D     | Bryan Reynolds        |
| 23 | Belgio (bandiera)             | D     | Rubin Seigers         |
| 24 | Turchia (bandiera)            | D     | Ravil Tagir           |
| 25 | Angola (bandiera)             | A     | Igor Vetokele         |
| 30 | Belgio (bandiera)             | P     | Koen Van Langendonck  |
| 32 | Bulgaria (bandiera)           | D     | Edisson Jordanov      |
| 33 | Russia (bandiera)             | C     | Roman Neustädter      |
| 39 | Belgio (bandiera)             | C     | Thomas Van den Keybus |
| 45 | Mali (bandiera)               | A     | Nene Dorgeles         |
| 55 | Belgio (bandiera)             | A     | Tuur Dierckx          |
| 79 | Giappone (bandiera)           | C     | Yūsuke Matsuo         |
|    | Ucraina (bandiera)            | C     | Serhij Sydorčuk       |

### Rosa 2019-2020
| N. |                           | Ruolo | Calciatore            |
| -- | ------------------------- | ----- | --------------------- |
| 1  | Belgio (bandiera)         | P     | Kristof Van Hout      |
| 2  | Belgio (bandiera)         | D     | Maxime Biset          |
| 3  | Belgio (bandiera)         | D     | Gilles Dewaele        |
| 5  | Francia (bandiera)        | C     | Fabien Antunes        |
| 6  | Belgio (bandiera)         | D     | Kel Ofori             |
| 7  | Belgio (bandiera)         | C     | Lukas Van Eenoo       |
| 8  | Belgio (bandiera)         | C     | Guillaume De Schryver |
| 9  | Serbia (bandiera)         | A     | Sava Petrov           |
| 10 | Costa d'Avorio (bandiera) | A     | Ambroise Gboho        |
| 11 | Turchia (bandiera)        | A     | Recep Gül             |
| 12 | Danimarca (bandiera)      | D     | Christoffer Remmer    |
| 14 | Belgio (bandiera)         | A     | Stephen Buyl          |
| 16 | Belgio (bandiera)         | A     | Kyan Vaesen           |
| 17 | Belgio (bandiera)         | C     | Yannick Mols          |
| 18 | Belgio (bandiera)         | D     | Bryan Van Den Bogaert |

| N. |                               | Ruolo | Calciatore           |
| -- | ----------------------------- | ----- | -------------------- |
| 19 | Costa d'Avorio (bandiera)     | C     | Kader Keïta          |
| 20 | Senegal (bandiera)            | D     | Noël Soumah          |
| 22 | Belgio (bandiera)             | C     | Christian Brüls      |
| 23 | Costa d'Avorio (bandiera)     | D     | Souleymane Koné      |
| 24 | Turchia (bandiera)            | C     | Barış Alıcı          |
| 25 | Angola (bandiera)             | A     | Igor Vetokele        |
| 26 | Belgio (bandiera)             | P     | Pieter Caubergh      |
| 28 | Belgio (bandiera)             | C     | Simon Paulet         |
| 30 | Belgio (bandiera)             | P     | Koen Van Langendonck |
| 32 | Belgio (bandiera)             | D     | Christophe Janssens  |
| 34 | Sudafrica (bandiera)          | A     | Kurt Abrahams        |
| 35 | Turchia (bandiera)            | P     | Berke Özer           |
| 75 | Tunisia (bandiera)            | C     | Nader Ghandri        |
|    | Guinea Equatoriale (bandiera) | D     | Basilio Ndong        |
|    | Nigeria (bandiera)            | A     | Yunusa Muritala      |

### Rosa 2016-2017
| N. |                              | Ruolo | Calciatore          |
| -- | ---------------------------- | ----- | ------------------- |
| 1  | Belgio (bandiera)            | P     | Kristof Van Hout    |
| 2  | Paesi Bassi (bandiera)       | D     | Mitch Apau          |
| 3  | Belgio (bandiera)            | D     | Filip Daems         |
| 6  | Trinidad e Tobago (bandiera) | D     | Robin Henckens      |
| 7  | Svezia (bandiera)            | C     | Marko Nikolic       |
| 8  | Belgio (bandiera)            | C     | Maxime Annys        |
| 9  | Paesi Bassi (bandiera)       | A     | Helton Acolatse     |
| 10 | Belgio (bandiera)            | A     | Benjamin De Ceulaer |
| 11 | Trinidad e Tobago (bandiera) | A     | Khaleem Hyland      |
| 16 | Inghilterra (bandiera)       | D     | Jordan Mustoe       |
| 17 | Belgio (bandiera)            | D     | Kenneth Schuermans  |
| 18 | Belgio (bandiera)            | C     | Dan Heymans         |

| N. |                           | Ruolo | Calciatore              |
| -- | ------------------------- | ----- | ----------------------- |
| 19 | Danimarca (bandiera)      | D     | Daniel Christensen      |
| 22 | Belgio (bandiera)         | D     | Gilles Ruyssen          |
| 24 | Belgio (bandiera)         | D     | Michaël Heylen          |
| 26 | Belgio (bandiera)         | P     | Yannick Verbist         |
| 28 | Belgio (bandiera)         | C     | Nicolas Rommens         |
| 29 | Belgio (bandiera)         | C     | Yoni Buyens             |
| 30 | Belgio (bandiera)         | P     | Koen Van Langendonck    |
| 35 | Rep. del Congo (bandiera) | A     | Silvère Ganvoula Boussy |
| 42 | Gabon (bandiera)          | A     | Oto'o                   |
| 44 | Belgio (bandiera)         | A     | Hervè Matthys           |
| 73 | Serbia (bandiera)         | D     | Nemanja Miletić         |
| 97 | Svezia (bandiera)         | A     | Carlos Strandberg       |

### Rosa 2014-2015
- Koninklijke Voetbal Club Westerlo 2014-2015

### Rosa 2013-2014
| N. |                     | Ruolo | Calciatore          |
| -- | ------------------- | ----- | ------------------- |
| 1  | Belgio (bandiera)   | P     | Michaël Cordier     |
| 3  | Belgio (bandiera)   | D     | Stijn Minne         |
| 4  | Belgio (bandiera)   | D     | Birger Maertens     |
| 5  | Belgio (bandiera)   | C     | Jeroen Vanthournout |
| 6  | Belgio (bandiera)   | C     | Kevin Geudens       |
| 7  | Belgio (bandiera)   | A     | Leandro Trossard    |
| 8  | Belgio (bandiera)   | C     | Laurens Paulussen   |
| 9  | Belgio (bandiera)   | A     | Kevin Vandenbergh   |
| 10 | Belgio (bandiera)   | C     | Jonathan Wilmet     |
| 11 | Colombia (bandiera) | A     | Jaime Alfonso Ruiz  |
| 12 | Belgio (bandiera)   | C     | Nicolas Rommens     |
| 14 | Belgio (bandiera)   | C     | Philippe Janssens   |

| N. |                           | Ruolo | Calciatore           |
| -- | ------------------------- | ----- | -------------------- |
| 15 | Belgio (bandiera)         | C     | Stef Vervoort        |
| 16 | Nigeria (bandiera)        | A     | Kennedy              |
| 17 | Belgio (bandiera)         | D     | Kenneth Schuermans   |
| 19 | Paesi Bassi (bandiera)    | A     | Sherjill MacDonald   |
| 20 | Belgio (bandiera)         | D     | Matthias Trenson     |
| 22 | Belgio (bandiera)         | D     | Jeffrey Rentmeister  |
| 23 | Belgio (bandiera)         | C     | Jarno Molenberghs    |
| 24 | Belgio (bandiera)         | D     | Jens Cools           |
| 29 | Belgio (bandiera)         | P     | Jordy Huysmans       |
| 30 | Belgio (bandiera)         | P     | Koen Van Lamgendonck |
|    | Costa d'Avorio (bandiera) | A     | Mbaye Diagne         |

### Rosa 2011-2012
| N. |                     | Ruolo | Calciatore            |
| -- | ------------------- | ----- | --------------------- |
| 1  | Belgio (bandiera)   | P     | Mike Van Hamel        |
| 2  | Belgio (bandiera)   | D     | Arnaud de Greef       |
| 3  | Belgio (bandiera)   | D     | Steven De Petter      |
| 4  | Belgio (bandiera)   | D     | Wouter Corstjens      |
| 5  | Belgio (bandiera)   | D     | Geoffrey Cabeke       |
| 6  | Belgio (bandiera)   | D     | Stef Wils             |
| 7  | Belgio (bandiera)   | A     | Dieter Dekelver       |
| 8  | Belgio (bandiera)   | A     | Jeanvion Yulu-Matondo |
| 9  | Brasile (bandiera)  | A     | Liliu                 |
| 10 | Belgio (bandiera)   | A     | Lens Annab            |
| 11 | Ghana (bandiera)    | C     | William Owusu         |
| 12 | Brasile (bandiera)  | A     | Marcão                |
| 13 | Belgio (bandiera)   | P     | Glenn Verbauwhede     |
| 14 | Spagna (bandiera)   | C     | Juande                |
| 15 | Brasile (bandiera)  | D     | Thiago Cardoso        |
| 16 | Germania (bandiera) | A     | Felix Luz             |

| N. |                        | Ruolo | Calciatore            |
| -- | ---------------------- | ----- | --------------------- |
| 17 | Belgio (bandiera)      | C     | Stijn De Smet         |
| 18 | Belgio (bandiera)      | D     | Jef Delen             |
| 20 | Nigeria (bandiera)     | C     | Mozes Adams           |
| 21 | Brasile (bandiera)     | C     | Reynaldo              |
| 22 | Paesi Bassi (bandiera) | A     | Michiel Hemmen        |
| 23 | Israele (bandiera)     | A     | Shlomi Arbeitman      |
| 24 | Belgio (bandiera)      | C     | Jens Cools            |
| 25 | Belgio (bandiera)      | A     | Nathan Kabasele       |
| 26 | Belgio (bandiera)      | D     | Jeroen Vanthournout   |
| 27 | Senegal (bandiera)     | A     | Ibrahima Sidibé       |
| 28 | Belgio (bandiera)      | C     | Evariste Ngolok       |
| 29 | Belgio (bandiera)      | P     | Stefan Roef           |
| 30 | Belgio (bandiera)      | P     | Bart Deelkens         |
| 32 | Belgio (bandiera)      | D     | Günther Vanaudenaerde |
| 44 | Belgio (bandiera)      | C     | Bart Goor             |
|    | Paesi Bassi (bandiera) | A     | Sherjill MacDonald    |

### Rosa 2006-2007
- Koninklijke Voetbal Club Westerlo 2006-2007